# Stuart (Florida)
Stuart és una població dels Estats Units, seu del comtat de ,Martin a l'estat de Florida. Segons el cens del 2000 tenia 14.633 habitants.

## Demografia
Segons el cens del 2000, Stuart tenia 14.633 habitants, 7.220 habitatges, i 3.422 famílies. La densitat de població era de 895,4 habitants/km².
Dels 7.220 habitatges en un 15% hi vivien nens de menys de 18 anys, en un 34,7% hi vivien parelles casades, en un 9,7% dones solteres, i en un 52,6% no eren unitats familiars. En el 46,1% dels habitatges hi vivien persones soles el 26,1% de les quals corresponia a persones de 65 anys o més que vivien soles. El nombre mitjà de persones vivint en cada habitatge era d'1,88 i el nombre mitjà de persones que vivien en cada família era de 2,6.
Per edats la població es repartia de la següent manera: un 14,5% tenia menys de 18 anys, un 6,9% entre 18 i 24, un 24,5% entre 25 i 44, un 21,2% de 45 a 60 i un 32,9% 65 anys o més.
L'edat mediana era de 48 anys. Per cada 100 dones de 18 o més anys hi havia 84,4 homes.
La renda mediana per habitatge era de 30.574 $ i la renda mediana per família de 40.701 $. Els homes tenien una renda mediana de 29.151 $ mentre que les dones 23.125 $. La renda per capita de la població era de 21.139 $. Entorn del 7,8% de les famílies i l'11,2% de la població estaven per davall del llindar de pobresa.

## Poblacions més properes
El següent diagrama mostra les poblacions més properes.